# Константин Икономов (актьор)
Константин Икономов е български театрален, озвучаващ актьор и певец.

## Биография
Роден е на 28 януари 1976 г. в град Плевен.
През 2005 г. завършва НАТФИЗ „Кръстьо Сарафов“ със специалност „Актьорско майсторство за драматичен театър“ при професор Пламен Марков.

## Актьорска кариера

### Кариера в театъра
Играл е на сцената в Драматичния театър „Гео Милев“ в Стара Загора, Народен театър „Иван Вазов“, Малък градски театър „Зад канала“ и Театър 199. През 2009 г. е в трупата на Сатиричния театър „Алеко Константинов“.

### Кариера на озвучаващ актьор
Започва кариерата си в дублажа през 2009 г. с войсоувър дублаж на игралния филм „Идеалният татко“ за bTV с режисьор на дублажа Чавдар Монов.
Икономов активно се занимава с озвучаване на игрални и анимационни филми в нахсинхронните дублажи от 2015 г. в дублажно студио „Александра Аудио“.
През 2017 г. озвучава Лефу (изигран от Джош Гад) във игралната версия на Дисни – „Красавицата и Звяра“, където си партнира с Весела Бонева и Орлин Павлов.
През 2019 г. озвучава Джина (изигран от Уил Смит) във игралната версия на Дисни – „Аладин“ под режисурата на Петър Върбанов, където си партнира с Петър Бонев, Стефания Георгиева, Димитър Живков и други.
През 2021 г. озвучава Феликс Мадригал в анимационния филм на Дисни – „Енканто“, където си партнира с Надежда Панайотова.

## Участия в театъра
Народен театър „Иван Вазов“
- 2003 – Войник и персонажи от масовката в „Макбет“ от Йожен Йонеско, режисьор Пламен Марков
- 2003 – Първи убиец в „Макбет“ от Уилям Шекспир, режисьор Пламен Марков

Театър „НАТФИЗ“
- 2004 – Мъж в „Отело“ от Уилям Шекспир, режисьор Александър Събев
- 2005 – Глаголиев в „Платонов“ от Антон Чехов, режисьор Александър Събев
- „Дамата с камелиите“ от Александър Дюма-син, режисьор Атанас Атанасов[4]

Малък градски театър „Зад канала“
- „Балкански синдром“ (музикален спектакъл)[5]
- 2004 – Пискуна в „Напразни усилия в лятна нощ“ от Уилям Шекспир и Петер Хандке, режисьор Пламен Марков
- 2004 – „Концерт за жаба и трупа“ (музикален спектакъл), по идея на Асен Аврамов и Стефан Вълдобрев

Младежки театър „Николай Бинев“
- Карлсон в „Карлсон, който живее на покрива“ по Астрид Линдгрен, режисьор Венцислав Асенов[6][7]

Драматичен театър „Гео Милев“ – Стара Загора
- 2004 – Гуньо в „Сънища наяве“ по текстове на поп Минчо Кънчев и Балчо Нейков, режисьор Пламен Марков
- 2005 – Николай Иванович Тимофеев в „Иван Василиевич“ от Михаил Булгаков, режисьор Ивайло Христов
- 2005 – Григорио, граф Парис, местният Джон Траволта в „Отело и Жулиета“ от Уилям Шекспир, режисьори Атанас Атанасов и Ивайло Христов
- 2005 – Точилко в „Както ви харесва“ от Уилям Шекспир, режисьор Пламен Марков
- 2005 – Кметът на Кортрик в „Великолепният рогоносец“ от Фернан Кромелинк, режисьор Пламен Марков
- 2006 – Учителят в „Учител“ от Жан Пиер Допан, режисьор Александър Събев
- 2006 – Александър в „Гласовете на другите“ от Пламен Дойнов, режисьор Пламен Марков
- 2006 – Господин Така в „Олеле“ от Здрава Каменова, режисьори Георги Георгиев и Здрава Каменова
- 2007 – Турио в „Двамата веронци“ от Уилям Шекспир, режисьор Калин Ангелов
- 2008 – Менаша в „Тойбеле и нейният демон“ от Исак Башевис Зингер и Ив Фридман, режисьор Пламен Марков[9]
- 2008 – Корнел в „Тестостерон“ от Анджей Сарамонович, режисьор Александър Събев
- 2008 – Карлсон в „Карлсон, който живее на покрива“ по Астрид Линдгрен, режисьор Венцислав Асенов
- 2008 – Доктор Чезюбъл в „Колко е важно да бъдеш сериозен“ от Оскар Уайлд, режисьор Красимир Спасов
- 2009 – Михаил Линяев в „Вълци и овце“ от Александър Островски, режисьор Богдан Петканин

Сатиричен театър „Алеко Константинов“
- „И най-мъдрият си е малко прост“ от Александър Островски, режисьор Иван Урумов[10]
- „Лека форма на тежка депресия“ от Станислав Стратиев, режисьор Светослав Пеев[11]
- 2009 – „Олеле“ от Здрава Каменова, режисьор Георги Георгиев-Гого[12]
- 2009 – Гражданин в „Жените в народното събрание” от Аристофан, режисьор Мариус Куркински
- 2010 – Господин Така в „Олеле“ от Здрава Каменова, режисьори Георги Георгиев и Здрава Каменова
- 2010 – Охранител в “Тайният живот на мисис Уайлд” от Пол Зиндел, режисьор Боил Банов[13]
- 2011 – Шивач в „Животът, макар и кратък“ от Станислав Стратиев, постановка Василена Радева[14]
- 2013 – „Златният телец“ от Юрий Дачев (по мотиви от романа и други творби на Иля Илф и Евгений Петров), режисьор Бина Харалампиева[15][16]
- 2015 – „Убийство в Експреса“ от Габор Гьоргеи, режисьор Петър Денчев[17]
- 2016 – Кралят в „Новите дрехи на краля“ от Ханс Кристиан Андерсен, режисьор Бисерка Колевска[18][19]
- 2016 – Феликс в „Странната двойка“ от Нийл Саймън, режисьор Андрей Аврамов[20][21][22]
- 2017 – Кралят в „Снежната кралица“ от Ханс Кристиан Андерсен, режисьор Анастасия Събева[23][24][25]
- 2017 – Директор в „Кради по-малко“ от Дарио Фо, режисьор Ивайло Христов[26][27]
- 2018 – Певец в „Прелестите на изневярата“ от Валентин Красногоров, режисьор Йосиф Сърчаджиев[28][29]
- 2018 – Н.П. Умраз Нурмаков в „Да, господин премиер!“ от Антъни Джей и Джонатан Лин, режисьор Борис Панкин[30][31]
- 2018 – Певец в „Шеги на любовта“ от Антон Чехов, режисьор Йосиф Сърчаджиев[32][33][34]
- 2018 – Оръженосец в „За какво ви е Дон Кихот?“ (по мотиви от романа „Дон Кихот де Ла Манча“ на Сервантес), режисьор Бина Харалампиева[35][36]
- 2019 – Мето в „Оркестър Титаник“ от Христо Бойчев, режисьор Румен Рачев[37][38]
- 2019 – Мистър Дъмби в „Ветрилото на Лейди Уиндърмиър“ от Оскар Уайлд, режисьор Бойка Велкова[39][40]
- 2019 – „Тя и той“, режисьор Владимир Петков[41][42][43]
- 2021 – „Сатирично кабаре“[44][45]

Театър 199 „Валентин Стойчев“
- „Отворена брачна двойка“ от Дарио Фо и Франка Раме, режисьор Мариус Куркински[46][47]
- „Облогът на Паскал“ от Хуан Майорга, режисьор Атанас Атанасов[48]
- 2021 – Макс в „Нашите жени“ от Ерик Асус, режисьор Атанас Атанасов[49][50][51]

Театрална къща "Мариета и Марионета"
- „Пепеляшка“ – режисьор Мариета Ангелова[52]
- „Приказно утро“ – режисьор Мариета Ангелова[53]
- „Снежен сън“ – режисьор Мариета Ангелова[54]

Драматичен театър „Сава Огнянов“ – Русе
- „Животът е сън - Национален конкурс Слави Шкаров“ от Педро Калдерон де ла Барка, режисьор Дина Маркова[55]

## Филмография
- „Камера! Завеса!“ (2002) – Данчо Ножаров
- „Smart Коледа“ (2018) – Мързеланчо
- „Дамасцена: Преходът“ (2019) - приемчикът в розоварната

## Роли в озвучаването
| Актьор        | Заглавия                                                | Роли      |
| ------------- | ------------------------------------------------------- | --------- |
| Джеймс Кордън | Тролчета (дублаж на Александра Аудио) Тролчета: Турнето | Биги      |
| Колин Муди    | Зайчето Питър Зайчето Питър 2: По широкия свят          | Бенджамин |

Нахсинхронен дублаж
- „Аладин“ – Джина (Уил Смит), 2019
- „Ела, изпей! 2“ – Джери, 2021
- „Енканто“ – Феликс Мадригал, 2021
- „За душата“ – Джо Гарднър (Джейми Фокс), 2020
- „Красавицата и Звяра“ – Лефу (Джош Гад), 2017
- „Миньоните“ – Други гласове, 2015
- „Сами вкъщи“ – Мел (Боби Мойнахан), 2016
- „Сладките грозничета“ – Бубу (Габриел Иглесиас), 2019
- „Стихии“ – Харолд или Въртоп, 2023
- „Уонка“ – Артър Слъгуърт (Патерсън Джоузеф), 2023
- „Чуден свят“ – Вокален изпълнител („Те са Клейд“), 2022

Войсоувър дублаж
- „Идеалният татко“, 2009